# Sawro
Sawro (ukr. Савро) – wieś na Ukrainie, w obwodzie dniepropetrowskim, w rejonie kamieńskim, w hromadzie Saksahan. W 2001 liczyła 579 mieszkańców, spośród których 548 wskazało jako ojczysty język ukraiński, 29 rosyjski, a 2 inny.